# Cá mào gà vện
Cá mào gà vện (danh pháp: Salarias fasciatus) là một loài cá biển thuộc chi Salarias trong họ Cá mào gà. Loài này được mô tả lần đầu tiên vào năm 1786.

## Từ nguyên
Tính từ định danh fasciatus trong tiếng Latinh có nghĩa là “có sọc”, hàm ý đề cập đến các dải sọc màu sẫm trên thân và vây lưng của loài cá này.

## Phân bố và môi trường sống
Cá mào gà vện có phân bố rộng khắp khu vực Ấn Độ Dương - Thái Bình Dương, từ Biển Đỏ dọc theo Đông Phi trải dài về phía đông đến quần đảo Samoa và quần đảo Marshall, ngược lên phía bắc đến quần đảo Ryukyu, phía nam đến Úc.
Ở Việt Nam, cá mào gà vện được ghi nhận tại hòn Mê (Thanh Hóa), phá Tam Giang – đầm Cầu Hai, cù lao Chàm, vịnh Nha Trang, bờ biển Ninh Hải (Ninh Thuận), cù lao Câu (Bình Thuận), cùng quần đảo Hoàng Sa và quần đảo Trường Sa.
Cá mào gà vện xuất hiện ở đới mặt bằng rạn, trong đầm phá nông và trên các rạn san hô ngoài khơi đến độ sâu ít nhất là 8 m, nhưng cũng có thể tìm thấy chúng ở khu vực cửa sông giàu tảo.

## Mô tả
Chiều dài lớn nhất được ghi nhận ở cá mào gà vện là 14 cm. Loài này có nhiều biến dị kiểu hình, nhưng thường thấy nhất là màu vàng lục đến nâu vàng với các vạch đen dọc hai bên lườn cùng nhiều vệt đốm trắng (nhiều đốm thân dưới lớm hơn mắt). Nhiều chấm xanh óng ở phía sau của thân trên.
Gai hậu môn của con đực thon dài hơn con cái, nhưng không thấy biểu hiện dị hình giới tính rõ ràng nào khác, cho thấy S. fasciatus biểu hiện mức độ dị hình giới tính thấp.
Số gai vây lưng: 12; Số tia vây lưng: 18–20; Số gai vây hậu môn: 2; Số tia vây hậu môn: 19–21; Số tia vây ngực: 14; Số gai vây bụng: 1; Số tia vây bụng: 3.

## Sinh thái
Thức ăn của cá mào gà vện là tảo. Trứng của chúng có chất kết dính, được gắn vào chất nền thông qua một tấm đế dính dạng sợi. Cá bột là dạng phiêu sinh vật, thường được tìm thấy ở vùng nước nông ven bờ.
Ở đảo Okinawa, mùa sinh sản của cá mào gà vện kéo dài từ tháng 3 đến tháng 7, đạt đỉnh điểm là từ tháng 4 đến tháng 6.

## Thương mại
Cá mào gà vện cũng được bán như cá cảnh.